# Kanton Mâcon-1
Der Kanton Mâcon-1 ist seit 2015 ein französischer Wahlkreis im Département Saône-et-Loire in der Region Bourgogne-Franche-Comté. Er umfasst drei Gemeinden im Arrondissement Mâcon und hat seinen Hauptort (frz.: bureau centralisateur) in Mâcon. 

## Gemeinden
Der Kanton besteht aus drei Gemeinden und Gemeindeteilen mit insgesamt 24.619 Einwohnern (Stand: 1. Januar 2022) auf einer Gesamtfläche von 33,79 km²:
| Gemeinde          | Einwohner 1. Januar 2022 | Fläche km² | Dichte Einw./km² | Code INSEE | Postleitzahl |
| ----------------- | ------------------------ | ---------- | ---------------- | ---------- | ------------ |
| Charnay-lès-Mâcon | 8.154                    | 12,56      | 649              | 71105      | 71850        |
| Mâcon             | 14.307                   | 14,67      | 975              | 71270      | 71000        |
| Sancé             | 2.158                    | 6,56       | 329              | 71497      | 71000        |
| Kanton Mâcon-1    | 24.619                   | 33,79      | 729              | 7121       | –            |

1. ↑   Nur der nördliche Teil der Gemeinde, der Rest gehört zum Kanton Mâcon-2.